# Leptocera lesnei
Leptocera lesnei är en tvåvingeart som beskrevs av Seguy 1933. Leptocera lesnei ingår i släktet Leptocera och familjen hoppflugor.
Artens utbredningsområde är Moçambique. Inga underarter finns listade i Catalogue of Life.